# Подуяне
Подуяне или Подуене е един от първите квартали на София, присъединен официално на 1 януари 1891 година одобрен с Княжески указ на Фердинанд I Български от 16 март 1891 г. Намира се северно от квартал Редута, южно от жк Сухата река, северозападно от квартал „Христо Ботев“ и западно от квартал „Васил Левски“. В близост се намира паркът „Оборище“ (бивш Заимов) и булевардите „Мадрид“, „Ботевградско шосе“ и „Ситняково“. В квартала е създадена рок групата Подуене блус бенд.
В квартала минават трамваи 20 и 22, и автобуси 9, 11, 72, 75, 213, 305, 404 и 413.

## Улици и произход на имената им
| Път                         | Наречен на | Местоположение |
| --------------------------- | --- | -------------- |
| „Алеко Константинов“        | Алеко Константинов (1863 – 1897), писател                                                                      | Карта          |
| „Асенова крепост“           | Асенова крепост, крепост в Асеновградско                                                                       | Карта          |
| „Атанас Узунов“             | Атанас Узунов (1851 – 1907), революционер                                                                      | Карта          |
| „Блага Димитрова“           | Блага Димитрова (1922 – 2003), писателка                                                                       | Карта          |
| „Богдан“                    | Голям Богдан, връх в Средна гора                                                                               | Карта          |
| „Ботевградско шосе“         | Ботевград, град в Западна България                                                                             | Карта          |
| „Боян Магесник“             | Боян Мага, легендарен средновековен княз                                                                       | Карта          |
| „Братован“                  | Братован Илиев (1881-1936), комунистически деец                                                                | Карта          |
| „Братя Жекови“              | Михаил Жеков (1845 – 1875), революционер Георги Жеков (1854 – 1875), революционер                              | Карта          |
| „Братя Пешеви“              | Стефан Пешев (1854 – 1876), революционер Минчо Пешев (1856 – 1919), политик Петър Пешев (1858 – 1931), политик | Карта          |
| „Бричебор“                  | Бричебор, връх в Рила                                                                                          | Карта          |
| „Буная“                     | Буная, връх в Средна гора                                                                                      | Карта          |
| „Васил Друмев“              | Васил Друмев (1841 – 1901), писател и духовник                                                                 | Карта          |
| „Велчо Атанасов“            | Велчо Атанасов (1778 – 1835), революционер                                                                     | Карта          |
| „Виница“                    | Виница, град в Северна Македония                                                                               | Карта          |
| „Генерал Данаил Николаев“   | Данаил Николаев (1852 – 1942), генерал                                                                         | Карта          |
| „Георги Минчев“             | Георги Минчев (1943 – 2001), музикант                                                                          | Карта          |
| „Георги Обретенов“          | Георги Обретенов (1849 – 1876), революционер                                                                   | Карта          |
| „Георги Пеячевич“           | Георги Пеячевич (1655 – 1725), офицер                                                                          | Карта          |
| „Голаш“                     | Голаш, връх в Северна Македония                                                                                | Карта          |
| „Гълъбец“                   | Гълъбец, седловина между Стара планина и Средна гора                                                           | Карта          |
| „Детелин войвода“           | Детелин войвода (? – 1839), хайдутин                                                                           | Карта          |
| „Димитър Софиянец“          | ? | Карта          |
| „Добромирка“                | Добромирка, село в Севлиевско                                                                                  | Карта          |
| „Драговица“                 | ? | Карта          |
| „Евлоги и Христо Георгиеви“ | Евлоги Георгиев (1819 – 1897), търговец и общественик Христо Георгиев (1827 – 1872), търговец и общественик    | Карта          |
| „Живко Николов“             | Живко Николов (1921 – 1944), поет, комунист                                                                    | Карта          |
| „Земен“                     | Земен, град в Радомирско                                                                                       | Карта          |
| „Зора“                      | Изгрев, природно явление                                                                                       | Карта          |
| „Иван Миланов“              | Иван Миланов (1892 – 1925), офицер                                                                             | Карта          |
| „Иван Щерев“                | Иван Щерев (1900 – 1942), комунистически деец                                                                  | Карта          |
| „Иларион Драгостинов“       | Иларион Драгостинов (1852 – 1876), революционер                                                                | Карта          |
| „Кадемлия“                  | Триглав, част от Стара планина                                                                                 | Карта          |
| „Кадин връх“                | ? | Карта          |
| „Каймакчалан“               | Каймакчалан, връх на границата на Северна Македония и Гърция                                                   | Карта          |
| „Калиманци“                 | Калиманци, село в Кочанско, Северна Македония                                                                  | Карта          |
| „Кобилино бранище“          | Кобилино бранище, седловина в Рила                                                                             | Карта          |
| „Козница“                   | Козница, седловина между Стара планина и Средна гора                                                           | Карта          |
| „Кутловица“                 | Монтана, град в Северозападна България                                                                         | Карта          |
| „Лисец“                     | Лисец, връх в Средна гора                                                                                      | Карта          |
| „Люле Бургас“               | Люлебургас, град в Северозападна Турция                                                                        | Карта          |
| „Мадарски конник“           | Мадарски конник, скулптура в Шуменско                                                                          | Карта          |
| „Мадрид“                    | Мадрид | Карта          |
| „Марагидик“                 | Марагидик, връх в Стара планина                                                                                | Карта          |
| „Марица“                    | Марица, река в България, Гърция и Турция                                                                       | Карта          |
| „Мизия“                     | Мизия, историческа област в България и Сърбия                                                                  | Карта          |
| „Михай Еминеску“            | Михай Еминеску (1850 – 1889), румънски писател                                                                 | Карта          |
| „Мърфи“                     | Доминик Мърфи (1847 – 1930), американски дипломат                                                              | Карта          |
| „Никола Караджов“           | Никола Караджов (1841 – 1876), революционер                                                                    | Карта          |
| „Оборище“                   | Оборище, местност в Панагюрско                                                                                 | Карта          |
| „Огражден“                  | Огражден, планина в България и Северна Македония                                                               | Карта          |
| „Околчица“                  | Околчица, връх в Стара планина                                                                                 | Карта          |
| „Острец“                    | ? | Карта          |
| „Петър Богдан“              | Петър Богдан (1601 – 1674), духовник                                                                           | Карта          |
| „Петър Митов“               | ? | Карта          |
| „Плачковски манастир“       | Плаковски манастир, манастир във Великотърновско                                                               | Карта          |
| „Погледец“                  | Погледец, връх в Рила                                                                                          | Карта          |
| „Поп Харитон“               | Харитон Халачев (1835 – 1876), революционер                                                                    | Карта          |
| „Попова шапка“              | Попова шапка, връх в Шар планина, Северна Македония                                                            | Карта          |
| „Проф. Джовани Горини“      | Джовани Горини, италиански политик                                                                             | Карта          |
| „Професор Милко Бичев“      | Милко Бичев (1897 – 1972), архитект                                                                            | Карта          |
| „Рибарица“                  | Рибарица, връх в Северна Македония                                                                             | Карта          |
| „Румен войвода“             | ? | Карта          |
| „Русалка“                   | ? | Карта          |
| „Ситняково“                 | Ситняково, местност в Рила                                                                                     | Карта          |
| „Слава“                     | Слава, социална концепция                                                                                      | Карта          |
| „Стоил Войвода“             | Стоил войвода (1842 – 1876), революционер                                                                      | Карта          |
| „Султан тепе“               | Султан тепе, връх в Северна Македония                                                                          | Карта          |
| „Филип Станиславов“         | Филип Станиславов (1608 – 1674), духовник                                                                      | Карта          |
| „Франсис де Пресансе“       | Франсис дьо Пресансе (1853 – 1914), френски политик                                                            | Карта          |
| „Хан Омуртаг“               | Омуртаг (? – 831), владетел на Първата българска държава                                                       | Карта          |
| „Царичина“                  | Царичина, местност в Стара планина                                                                             | Карта          |
| „Черковна“                  | „Света Богородица Животворящ източник“, местна църква                                                          | Карта          |
| „Шипка“                     | Шипченски проход, проход в Стара планина                                                                       | Карта          |
| „Юндола“                    | Юндола, седловина между Рила и Родопите                                                                        | Карта          |
| „Янко Сакъзов“              | Янко Сакъзов (1860 – 1941), политик                                                                            | Карта          |
| „Яребична планина“          | Яребична, планина в Гърция и Северна Македония                                                                 | Карта          |

## Други
На Подуяне е наречена улица „Подуенска“ в квартал „Сухата река“ в София (Карта).